# 梅尔·哈钦斯
梅尔文·R·哈钦斯（英語：Melvin R. Hutchins，1928年11月22日—2018年12月19日），美国NBA联盟前职业篮球运动员。他在1951年的NBA选秀中第1轮第2顺位被三城黑鹰选中。